# I Am
«I Am» — пісня, написана Діаною Воррен та спродюсована Джоном Шенксом. Пісня створена у жанрі поп-року. Записана американською поп-співачкою Гіларі Дафф для її студійного альбому «Hilary Duff» (2004). У грудні 2004 пісня вийшла в США у якості промо-синглу на радіостанції Radio Disney. Музичне відео до пісні зняте не було. Пізніше ремікс пісні увійшов до європейського і колекційного видання збірника Дафф «Most Wanted» (2005).

## Зміст
Пісня спрямована на піднесення духу та прийняття свого індивідуалізму. Дафф прокоментувала щодо пісні, що "з усіма почуття щодо себе... ви маєте завжди залишатися тим, ким ви справді є". Вона додала, що пісня «I Am» відрізняється від інших композицій альбому, і що загальний текст пісні присвячується особистим зонам комфорту та внутрішньому світу людей.

## Виконання наживо
Під час концертів турне Still Most Wanted Tour у 2006 при виконаннях пісні на сцені на екранах показували жертв землетрусу в Індійському океані 2004-го року.

## Рецензії
Пісня отримала як і позитивні відгуки, так і гостро негативні оцінки від музичних критиків.
Кен Барнес із USA Today назвав пісню "банальним самостверджувальним повідомленням".

## Кавер-версії
У 2005 німецький гурт Die Happy записали кавер-версію пісні для свого альбому «Bitter to Better».